# Olga Körner

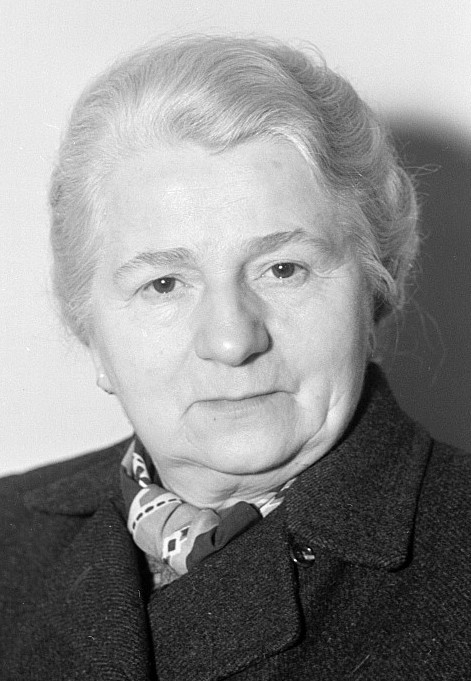
Olga Körner, 1947

Olga Körner (* 3. Juni 1887 in Rübenau als Olga Schubert; † 22. Dezember 1969 in Dresden) war eine Protagonistin der deutschen Arbeiterbewegung.

## Leben

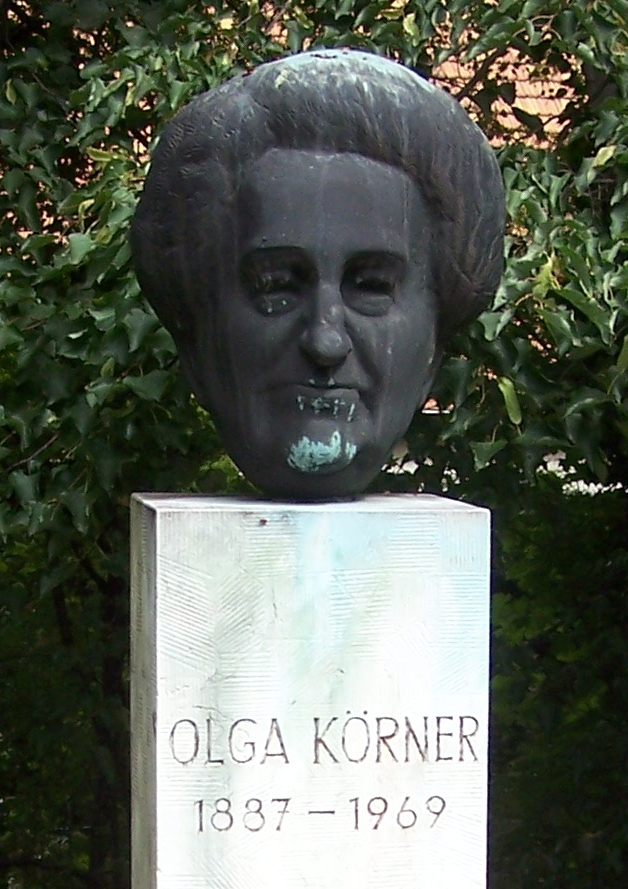
Büste im Park des nach ihr benannten Seniorenheims in Dresden-Strehlen

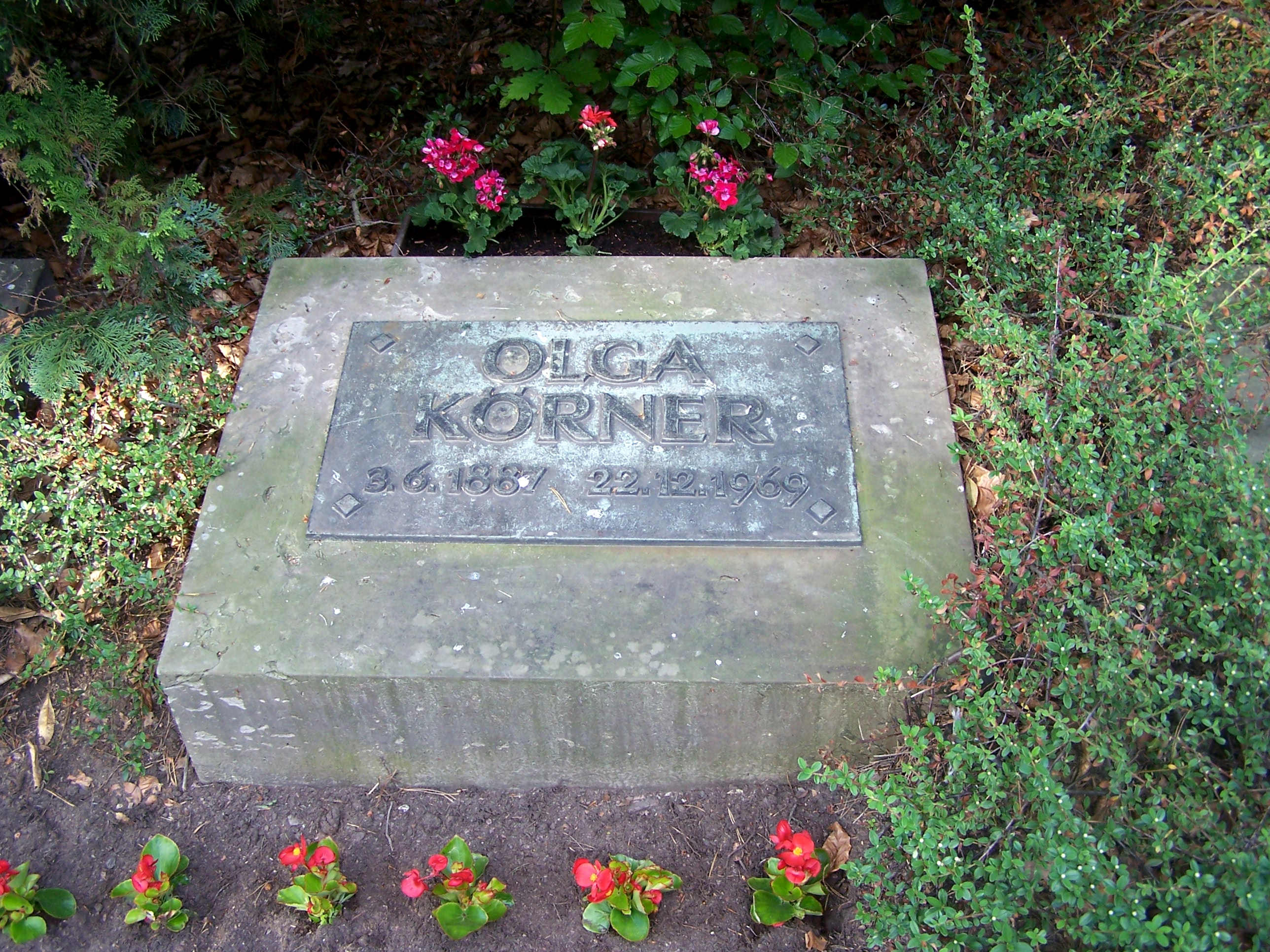
Grab von Olga Körner auf dem Heidefriedhof in Dresden

Körner arbeitete seit 1901 als Dienstmädchen, später als Arbeiterin in einer Korsettfabrik und Packerin in einer Blumenfabrik und organisierte Streiks in Olbernhau.
1907 zog sie in den heutigen Dresdner Stadtteil Dobritz, wo sie in der Dresdner Gardinen- und Spitzenmanufaktur Beschäftigung fand. Ein Jahr später heiratete sie den Gardinenweber Theodor Körner und am 8. März 1911 trat sie in die SPD ein. Sie arbeitete an der Organisierung der proletarischen Frauenbewegung in Dresden und Sachsen und nahm am Munitionsarbeiterstreik des Sachsenwerkes teil.
Körner trat 1917 zur USPD über. 1919 wurde sie in den Gemeinderat von Leuben gewählt. 1920 wurde sie Mitglied der KPD und gehörte zur Leitung der Ortsgruppe Dresden-Leuben. Außerdem war Körner in der Roten Hilfe, dem Roten Frauen- und Mädchenbund und einem Arbeiterturn- und Sportverein aktiv. 1921 wurde sie Mitglied der Bezirksleitung Ostsachsen der KPD und 1929 Stadtverordnete. 1930 war sie kurzzeitig Landtagsabgeordnete in Sachsen, verzichtete aber auf das Mandat, da sie im September 1930 als Reichstagsabgeordnete gewählt wurde. Dort  wirkte sie als Mitglied der Kommission Sozial- und Gesundheitswesen.
1933 folgte der Besuch der Reichsparteischule Rosa Luxemburg, danach wurde sie Leiterin einer illegalen Widerstandsgruppe in Radeberg und anschließend in Chemnitz. Ende 1933 wurde sie verhaftet und zu einer Strafe von drei Jahren Zuchthaus verurteilt, die sie im Zuchthaus Waldheim verbüßte. 1939 wurde sie erneut verhaftet. Sie überlebte das KZ Ravensbrück trotz ihrer Kennzeichnung mit „Nicht mehr zurück“. Vom Tod ihres Mannes und ihres Sohnes erfuhr sie 1943. Pfingsten 1945 kam sie zusammen mit Else Eisold und Liesel Grabs zu Fuß von Ravensbrück nach Dresden zurück.
Körner wurde Frauensekretär der Kreisleitung Dresden der KPD und Sekretär der Bezirksleitung der KPD. Nach 1946 übernahm sie die Abteilung Sozialpolitik in der Landesleitung der SED, war von 1946 bis 1950 Mitglied des Parteivorstandes der SED und wirkte als Abgeordnete des Sächsischen Landtages und der Länderkammer der DDR. Um 1955 litt sie an Erschöpfungszuständen und erhielt keinerlei Entlastung durch übergeordnete Parteifunktionäre. Körner hatte weder eine Haushaltshelferin noch Sekretärin, obwohl sie mit über 70 Jahren intensiv politisch und im Sozialwesen tätig war und zudem noch Reisen als Referentin durchführte.
Olga Körner starb mit 82 Jahren im Dezember 1969. Ihre letzte Ruhestätte fand sie auf dem Dresdner Heidefriedhof. 1974 erhielt die 57. Oberschule in Dresden ihren Namen, 1978 wurde ihre Bronzebüste vor dem Feierabendheim in Dresden-Zschertnitz enthüllt.

## Auszeichnungen
- 1953 Karl-Marx-Orden[1]
- 6. Mai 1955 Vaterländischen Verdienstorden in Silber

## Weitere Darstellungen Olga Körners in der bildenden Kunst
- Rudolf Bergander: Olga Körner (Tafelbild, Öl, 1954; im Bestand des Sächsischen Kunstfonds)[2]